# 808s & Heartbreak
808s & Heartbreak je čtvrté studiové album amerického hip-hopového umělce Kanyeho Westa. Vydáno bylo 24. listopadu 2008. Na albu využil Auto-tune efekt, který pozměňuje zvuk výšek, tento efekt úspěšně používají např. T-Pain nebo Lil Wayne. Změnou také je, že se autor snaží spíše zpívat než rapovat.
Ačkoliv při vydání byli fanoušci skeptičtí a kritici opatrnější ve chvále, později se ukázalo, že projekt 808s & Heartbreak byl zásadní pro další vývoj hip hopu. West albem otevřel možnost většího kreativního experimentu pro rappery v produkci, ale také zapojení emotivnějších témat a poloh. Jako svou inspiraci ho označili úspěšní rappeři, kteří uspěli i bez opakování typické machistické polohy rapperů – B.o.B, Drake, Kid Cudi, Childish Gambino nebo Frank Ocean. Celkově je mu připisováno umožnění vzniku a úspěchu subžánru emo rap. Velkou inspiraci v albu přiznal i rapper Juice Wrld, který Westa označil za „cestovatele v čase, který do roku 2008 přinesl zvuk z roku 2015“. Rapper Lil Uzi Vert uvedl, že mu album „změnilo život“.

## Seznam písní
1. Say You Will – 6:18
2. Welcome to Heartbreak (feat. Kid Cudi) – 4:23
3. Heartless – 3:31
4. Amazing (feat. Young Jeezy) – 3:58
5. Love Lockdown – 4:30
6. Paranoid (feat. Mr Hudson & The Library) – 4:38
7. RoboCop – 4:34
8. Street Lights – 3:10
9. Bad News – 3:59
10. See You in Nightmares (feat. Lil Wayne) – 4:18
11. Coldest Winter – 2:44
12. Pinocchio Story – 6:02